# 42-я воздушная истребительная армия ПВО
42-я воздушная истребительная армия ПВО (42-я ВИА ПВО) — оперативное объединение ВВС, впоследствии войск ПВО СССР, предназначенное для обеспечения задач противовоздушной обороны самостоятельно и во взаимодействии с другими видами Вооружённых Сил и родами войск (сил) ВС СССР.

## Наименования
- 7-я воздушная армия;
- 62-я воздушная армия (с 20 февраля 1949 года);
- 42-я воздушная истребительная армия ПВО.

## Формирование
42-я воздушная истребительная армия ПВО сформирована в связи с решением Правительства СССР о реорганизации системы ПВО страны и в соответствии с Директивой Генерального штаба переформированием 62-й воздушной армии.

## Переформирование
В соответствии с формированием новой системы противовоздушной обороны страны армия к 1 марта 1960 года была переформирована в управление истребительной авиации Бакинского округа ПВО в соответствии с Директивой Генерального штаба СА. Части и соединения вошли в состав войск ПВО округа. В августе 1960 года управление истребительной авиации Бакинского округа ПВО переформировано в управление авиации Бакинского округа ПВО.

## Подчинение
Армия формировалась в составе Закавказского военного округа на основе 62-й воздушной армии, а в конце марта была передана в состав войск ПВО.
| Объединение                | Период                  |
| -------------------------- | ----------------------- |
| Закавказский военный округ | 20.02.1950 — 20.03.1950 |
| Бакинский район ПВО        | 20.03.1950 — 01.06.1954 |
| Бакинский округ ПВО        | 01.06.1954 — 01.03.1960 |

## Командующий
- Генерал-лейтенант авиации Зимин Георгий Васильевич, 01.06.1949 г. — 01.12.1951 г.
- Генерал-майор авиации, Генерал-лейтенант авиации[4] (с 03.08.1953 г.) Федоренко Георгий Семёнович, 01.02.1952 - 02.1954
- Генерал-майор авиации Рыбаков Павел Павлович, 02.1954 г. — 31.07.1956 г.[5]
- Генерал-лейтенант авиации Мачин Михаил Григорьевич, 01.08.1956 — 01.02.1959

## Состав
- 36-й истребительный авиационный корпус ПВО (Кировабад, Азербайджан):
  - 309-я истребительная авиационная Смоленская Краснознамённая дивизия ПВО (15.03.1949 — 01.11.1950)
  - 259-я истребительная Городокская ордена Ленина Краснознамённая ордена Суворова авиационная дивизия ПВО (01.01.1950 — 01.09.1953)
  - 42-я истребительная авиационная дивизия ПВО (Грозный, ЧИАССР, 1950 — 01.03.1960)
- 62-й истребительный авиационный корпус ПВО (Баку, Азербайджан):
  - 309-я истребительная авиационная Смоленская Краснознамённая дивизия ПВО (01.12.1947 — 15.03.1949)
  - 259-я истребительная Городокская ордена Ленина Краснознамённая ордена Суворова авиационная дивизия ПВО (20.11.1947 — 01.01.1950; 01.09.1953 — 01.03.1960)
  - 28-я истребительная авиационная дивизия ПВО (21.10.1952 — 01.03.1960);
  - 174-я гвардейская истребительная авиационная Киевская Краснознамённая орденов Суворова и Богдана Хмельницкого дивизия ПВО;
  - 216-я истребительная авиационная Гомельская Краснознамённая ордена Суворова дивизия ПВО (20.02.1950 — 05.07.1952)
  - 97-я истребительная авиационная дивизия ПВО (13.09.1952 — 05.11.1952)
  - 31-я истребительная авиационная дивизия ПВО (1950—1960, Баку)
- 72-й гвардейский истребительный авиационный корпус ПВО (Красноводск, Туркмения):
  - 92-я гвардейская истребительная авиационная Кировоградско-Будапештская Краснознамённая ордена Суворова дивизия ПВО
  - 38-я истребительная авиационная дивизия ПВО (23.12.1950 — 01.03.1960, Ашхабад)
  - 238-я истребительная авиационная дивизия ПВО (01.12.1953 — 01.03.1960, Небит-Даг).
- 785-й истребительный авиационный полк ПВО (Телави, Грузия)

## Базирование
| Период               | Город |
| -------------------- | ----- |
| 20.02.1950 — 04.1960 | Баку  |